# James Bryson
James Terryl Bryson (Filadelfia, 9 aprile 1971) è un ex cestista statunitense, professionista in Europa.

## Palmarès
- Campione USBL (1997)
- Coppa di Serbia e Montenegro: 1

FMP Železnik: 2003